# Матеюк Микола Антонович
Микола Антонович Матеюк (нар. 1908, Реплін, Холмський повіт, Люблінська губернія, Російська імперія — пом. 1960, Київ,УРСР, СРСР) — російський, радянський і український військовий і державний, господарський діяч.

## Біографія
Народився у 1908 році у с. Реплін, Холмський  район, нині Польща. Українець. Закінчив Київський технікум легкої промисловості. Перед війною працював на різних  господарських посадах.
Під час німецько-радянської війни був  військовим розвідником, командиром диверсійно-розвідувальної групи, яка діяла в тилу противника з липня 1943 року за рішенням ЦК КП України й командування Південно-Західного фронту. У серпні 1943 року очолив диверсійно-розвідувальну групу Розідувального управління Генштабу Червоної армії. Група діяла в районі Києва, а до лютого 1944 року перебазувалася до західних кордонів (50  км на південь від Бреста). 
Група Миколи Матеюка розкрила угруповання німецьких військ на Люблінському й Варшавському операційних напрямах,організувала  постійний  контроль за перекиданням  військ, встановила систему й характер німецької оборони на рубежі р. Західний Буг на ділянці Славатиче-Орхувськ-Опалін-Городло, спільно з польськими партизанами розробила й успішно здійснила операцію з доставки через лінію фронту до Москви важливих документів і матеріалів ЦК Польської робітничої партії.
У 1949–1960 роках — директор Дарницького шовкового комбінату. У 1957–1960 роках — депутат Київської міської ради.

Могила Миколи Матеюка

Помер у Києві у 1960 році. Похований на Байковому кладовищі.

## Пам'ять
1969 року в Києві на честь Миколи Матеюка названо вулицю в Дніпровському районі (нині Деснянський район; Лісовий масив). 1983 року на фасаді будинку № 2 по цій вулиці було встановлено анотаційну дошку (бронза, барельєфний портрет; скульптор Б. С. Довгань, архітектор Ф. І. Юр'єв). У лютому 2024 року Київська міська рада в процесі дерусифікації та декомунізації перейменувала вулицю Миколи Матеюка – тепер вона носить ім’я канадського інженера та науковця українського походження Василя Іваниса.